# Snøhetta (Antarktika)
Die Snøhetta (norwegisch für Schneekoppe) ist ein nahezu vollständig schneebedeckter, kuppelförmiger Berg im ostantarktischen Königin-Maud-Land. Er ragt 5 km östlich des Hornet in der Regulakette des Ahlmannryggen auf.
Norwegische Kartografen benannten den Berg deskriptiv und nahmen anhand von Luftaufnahmen und Vermessungen der Norwegisch-Britisch-Schwedischen Antarktisexpedition (1949–1952) und Luftaufnahmen der Dritten Norwegischen Antarktisexpedition (1956–1960) eine Kartierung vor.